# Фролово (Чучковский район)
Фролово — село в Чучковском районе Рязанской области России, входит в состав Завидовского сельского поселения.

## Географическое положение
Село расположено в 9 км на юго-запад от центра поселения села Завидово и в 20 км на юго-запад от райцентра посёлка Чучково.

## История
Первоначальное построение церкви в селе Фролове неизвестно, но она упоминается в окладных книгах 1676 года. При отчислении в 1779 году села Фролова от Шацкого к Елатомскому уезду, в нем состояло 170 душ муж. пола, а владельцем его показан премьер-майор Антон Крыжаловский. В XIX веке церковь в селе была упразднена, а приход приписан к Протасьеву Углу.
В XIX — начале XX века сельцо Фролово входило в состав Остро-Пластиковской волости Сапожковского уезда Рязанской губернии. В 1906 году в селе был 61 двор.
С 1929 года село являлось центром Фроловского сельсовета Чучковского района Рязанского округа Московской области, с 1937 года — в составе Рязанской области, с 1957 года — в составе Протасьево-Углянского сельсовета, с 2005 года — в составе Завидовского сельского поселения.

## Население
| 1859 | 1906 | 1981 | 2010 |
| ---- | ---- | ---- | ---- |
| 316  | ↗448 | ↘60  | ↘3   |